# بساط آباد (مقاطعة دلفان)
بساط‌آباد (بالفارسية: بساط‌آباد) هي قرية تقع في قسم ايتيوند الجنوبي الريفي (مقاطعة دلفان) في إيران. يقدر عدد سكانها بـ 0 نسمة بحسب إحصاء 2016.